# Meesterklasse schaken
De Meesterklasse is de hoogste klasse in het schaken in Nederland. In deze divisie strijden clubs voor het landskampioenschap voor schaakverenigingen. De competitie wordt georganiseerd onder de auspiciën van de Koninklijke Nederlandse Schaakbond. De Meesterklasse bestaat vanaf seizoen 1996-1997, daarvoor streden verenigingen in een Hoofdklasse.

## Algemeen
De Meesterklasse bestaat uit tien ploegen die een halve competitie spelen. Hierbij is het mogelijk dat twee of meer ploegen van één vereniging meedoen aan de competitie. De winnaar van de competitie is landskampioen. De nummers negen en tien degraderen naar de Eerste Klasse.
Bij een schaakwedstrijd tussen verenigingen heeft de thuisspelende ploeg wit op de even-borden. Dus op bord 2, 4, 6, 8 en 10. Voor ieder gewonnen bord krijgt het team één bordpunt (BP), een remise levert een halve punt op. Een teamoverwinning (bij ten minste 5,5 bordpunten) levert twee matchpunten (MP) op, bij een gelijke stand (5-5) krijgt elk team één matchpunt.

## Geschiedenis
Voorheen was de hoogste klasse de van de KSNB-competitie de Hoofdklasse. Per het seizoen 1996/97 werd deze hoogste klasse omgedoopt tot de Meesterklasse. Er werd gekozen voor een publicitair aantrekkelijkere naam opdat meer titelhouders mee zouden doen.
Tot het seizoen 2005-2006 werden er na afloop van de competitie play-offs gehouden. Vanaf seizoen 2006-2007 is de winnaar van de reguliere competitie direct landskampioen.
De KNSB heeft besloten om het seizoen 2019-2020 per 7 maart te beëindigen in verband met het Coronavirus. Het seizoen 2020-2021 ging om dezelfde reden niet van start.

## Landskampioenen van de Meesterklasse
|    | Seizoen | Vereniging                                                        | Beste schaker (Team)                                              | Score                                                             |
| -- | ------- | ----------------------------------------------------------------- | ----------------------------------------------------------------- | ----------------------------------------------------------------- |
| 1  | 1996/97 | Panfox/De Variant Breda                                           | Jop Delemarre (De Variant Breda)                                  | 7½ uit 9                                                          |
| 2  | 1997/98 | Panfox/De Variant Breda                                           | Henk Vedder (HSG)                                                 | 7 uit 9                                                           |
| 3  | 1998/99 | Panfox/De Variant Breda                                           | Mark van der Werf (Zukertort Amstelveen)                          | 6 uit 7                                                           |
| 4  | 1999/00 | Panfox/De Variant Breda                                           | Friso Nijboer (HSG)                                               | 8 uit 9                                                           |
| 5  | 2000/01 | Ordina/De Variant Breda                                           | Ivan Sokolov (De Variant Breda)                                   | 7½ uit 8                                                          |
| 6  | 2001/02 | Ordina/De Variant Breda                                           | Daniël Stellwagen (HSG)                                           | 7½ uit 9                                                          |
| 7  | 2002/03 | ZZICT/De Variant Breda                                            | Bruno Carlier (SO Rotterdam)                                      | 7½ uit 9                                                          |
| 8  | 2003/04 | ZZICT/De Variant Breda                                            | Jan Smeets (HSG)                                                  | 7½ uit 9                                                          |
| 9  | 2004/05 | ZZICT/De Variant Breda                                            | Bruno Carlier (SO Rotterdam)                                      | 7 uit 9                                                           |
| 10 | 2005/06 | U-Boat Worx/De Variant Breda                                      | Jan Smeets (HSG)                                                  | 8½ uit 9                                                          |
| 11 | 2006/07 | Share Dimension Groningen                                         | Erwin l'Ami (HSG)                                                 | 7 uit 8                                                           |
| 12 | 2007/08 | Hilversums Schaak Genootschap                                     | Pascal Vandevoort (SO Rotterdam)                                  | 7 uit 9                                                           |
| 13 | 2008/09 | Hilversums Schaak Genootschap                                     | Erik van den Doel (HMC Calder)                                    | 7 uit 9                                                           |
| 14 | 2009/10 | Hilversums Schaak Genootschap                                     | Martin Martens (SO Rotterdam)                                     | 7½ uit 9                                                          |
| 15 | 2010/11 | Hilversums Schaak Genootschap                                     | Arthur Pijpers (LSG)                                              | 7 uit 9                                                           |
| 16 | 2011/12 | SV Voerendaal                                                     | Daan Brandenburg (Schaakclub Groningen)                           | 7½ uit 9                                                          |
| 17 | 2012/13 | En Passant                                                        | Roeland Pruijssers (Schaakstad Apeldoorn)                         | 8½ uit 9                                                          |
| 18 | 2013/14 | En Passant                                                        | Bart Michiels (SO Rotterdam)                                      | 7½ uit 9                                                          |
| 19 | 2014/15 | Charlois Europoort                                                | Dimitri Reinderman (En Passant)                                   | 7 uit 9                                                           |
| 20 | 2015/16 | En Passant                                                        | Vjatsjeslav Ikonnikov (En Passant)                                | 7 uit 8                                                           |
| 21 | 2016/17 | Kennemer Combinatie                                               | Miguoel Admiraal (Kennemer Combinatie)                            | 8 uit 9                                                           |
| 22 | 2017/18 | Leidsch Schaakgenootschap                                         | Arthur Pijpers (LSG)                                              | 8 uit 9                                                           |
| 23 | 2018/19 | Leidsch Schaakgenootschap                                         | Wouter Spoelman (Kennemer Combinatie)                             | 8 uit 9                                                           |
| 24 | 2020    | Competitie gestaakt i.v.m. de coronapandemie; geen landskampioen. | Competitie gestaakt i.v.m. de coronapandemie; geen landskampioen. | Competitie gestaakt i.v.m. de coronapandemie; geen landskampioen. |
| -- | 2021    | Geen competitie i.v.m. de coronapandemie.                         | Geen competitie i.v.m. de coronapandemie.                         | Geen competitie i.v.m. de coronapandemie.                         |
| 25 | 2021/22 | AMEVO Apeldoorn                                                   | Max Warmerdam                                                     | 8 uit 9                                                           |
| 26 | 2022/23 | AMEVO Apeldoorn                                                   | Thomas Beerdsen (AMEVO Apeldoorn)                                 | 8 uit 9                                                           |
| 27 | 2023/24 | Kennemer Combinatie                                               | Casper Schoppen (Kennemer Combinatie)                             | 8 uit 9                                                           |
| 28 | 2024/25 | Charlois Europoort                                                | Arthur Pijpers (LSG)                                              |                                                                   |

### Aantal kampioenschappen per club in de Meesterklasse
| # | Vereniging                                                           | Aantal kampioenschappen |
| - | -------------------------------------------------------------------- | ----------------------- |
| 1 | De Variant Breda                                                     | 10                      |
| 2 | Hilversums Schaak Genootschap                                        | 4                       |
| 3 | En Passant                                                           | 3                       |
| 4 | Leidsch Schaakgenootschap, Schaakstad Apeldoorn, Kennemer Combinatie | 2                       |
| 5 | Schaakclub Groningen, SV Voerendaal, Charlois Europoort              | 1                       |